# Wobine Buijs-Glaudemans
W.J.L. (Wobine) Buijs-Glaudemans (Tilburg, 8 augustus 1960) is een Nederlands bedrijfskundige, politica en bestuurster. Ze is lid van de VVD.

## Jeugd en opleiding
Buijs-Glaudemans is geboren Tilburg in een gezin met een vader, moeder en vijf kinderen. Op vijfjarige leeftijd verhuisde het gezin van Tilburg naar Bussum vanwege de opleiding van haar vader tot radioloog in Amsterdam. In Bussum doorliep ze de kleuterschool en de lagere school. Toen haar vader arts werd in Utrecht verhuisde het gezin naar Bilthoven. In Bilthoven doorliep ze de middelbare school.
Na haar kandidaatsexamen Geschiedenis (hoofdvak Oudheid) aan de Rijksuniversiteit Utrecht vervolgde ze haar opleiding aan de Interuniversitaire Interfaculteit Bedrijfskunde in Delft en Rotterdam, waar ze haar doctoraal behaalde met een afstudeerscriptie over de 2%-operatie bij het RIVM.

## Maatschappelijke carrière
Na een periode van ruim 1,5 jaar als financieel beleidsmedewerker op het ministerie van VROM vertrok Buijs-Glaudemans in 1987 met haar gezin naar Arlington voor het werk van haar echtgenoot bij de Harvard-universiteit. Aan Harvard volgde zij colleges op het gebied van logistiek, public management, besluitvorming en ethiek. In het najaar van 1989 keerde ze terug naar Nederland waar echtgenoot ging werken bij het Philips Natuurkundig Laboratorium. Ze kwamen in Geldrop te wonen.
Na een start als docent Management en Organisatiekunde aan de HEAO in 's-Hertogenbosch, vervulde Buijs-Glaudemans diverse posities van stagebegeleiding tot afstudeerbegeleiding. In deze periode richtte ze onder andere het nieuwe vak logistiek in voor de HEAO. In 1994 werd het gezin nogmaals uitgezonden voor twee jaar, ditmaal vanwege het werk van haar echtgenoot bij Philips. Ze kwamen terecht in Yorktown. Hier volgde ze colleges op het gebied van kwaliteitsmanagement en human resources.
Van 1996 tot 2000 was Buijs-Glaudemans voor Hogeschool 's-Hertogenbosch coördinator voor de Bedrijfskundige onderdelen voor de nieuw te ontwikkelen opleiding Management, Economie en Recht. In deze periode was ze daarnaast voorzitter van het bestuur van het Nutsdepartement Geldrop.
Tussen 1999 en 2003 was ze projectleider voor de op te zetten ondernemersopleiding Small Business aan de Hogeschool Brabant in Breda in een samenwerkingsproject Grensverleggend Ondernemen (GO!) met onder andere de Benelux, de hogescholen uit Antwerpen en de Kamer van Koophandel in Breda en de Kamer van Koophandel in Antwerpen. In 2003 werd ze directeur van de Academie voor Marketing en Business Management van Avans Hogeschool in Breda.

## Politieke carrière
In 2003 werd Buijs-Glaudemans benoemd tot voorzitter van het bestuur van de Vereniging Bijzondere Scholen in Den Haag. Naar aanleiding van de aanslagen op 11 september 2001 en de moord op Pim Fortuyn op 6 mei 2002 besloot ze lid te worden van de VVD. Van 2003 tot 2007 was ze Statenlid van Noord-Brabant met in haar portefeuille MKB, innovatie en ondernemerschap. In 2007 werd ze directielid Economie en Mobiliteit van die provincie voor ze per 29 september 2011 benoemd werd tot burgemeester van Oss.
Naast haar burgemeesterschap werd ze voorzitter van het Overlegorgaan Fysieke Leefomgeving, voorzitter van de Landelijke Examencommissie Toezicht en Handhaving en voorzitter van Stichting Vrienden van Bernhoven. Op 17 januari 2019 werd zij verkozen tot Beste Lokale Bestuurder van 2018. Ze heeft in de raadsvergadering van 27 juni 2024 aangekondigd dat zij in de zomer van 2025 gaat stoppen als burgemeester van Oss. Op 12 mei 2025 nam zij afscheid van Oss en werd zij benoemd tot ereburger van de gemeente Oss.

## Privéleven
Buijs-Glaudemans is getrouwd en heeft drie kinderen.